# Castillo de Montebello
 Montebello es un castillo situado en Bellinzona en Suiza. Se le conoce también bajo los nombres de  Castillo de San Martín o  Castillo Pequeño  o  Castillo de Schwyz.

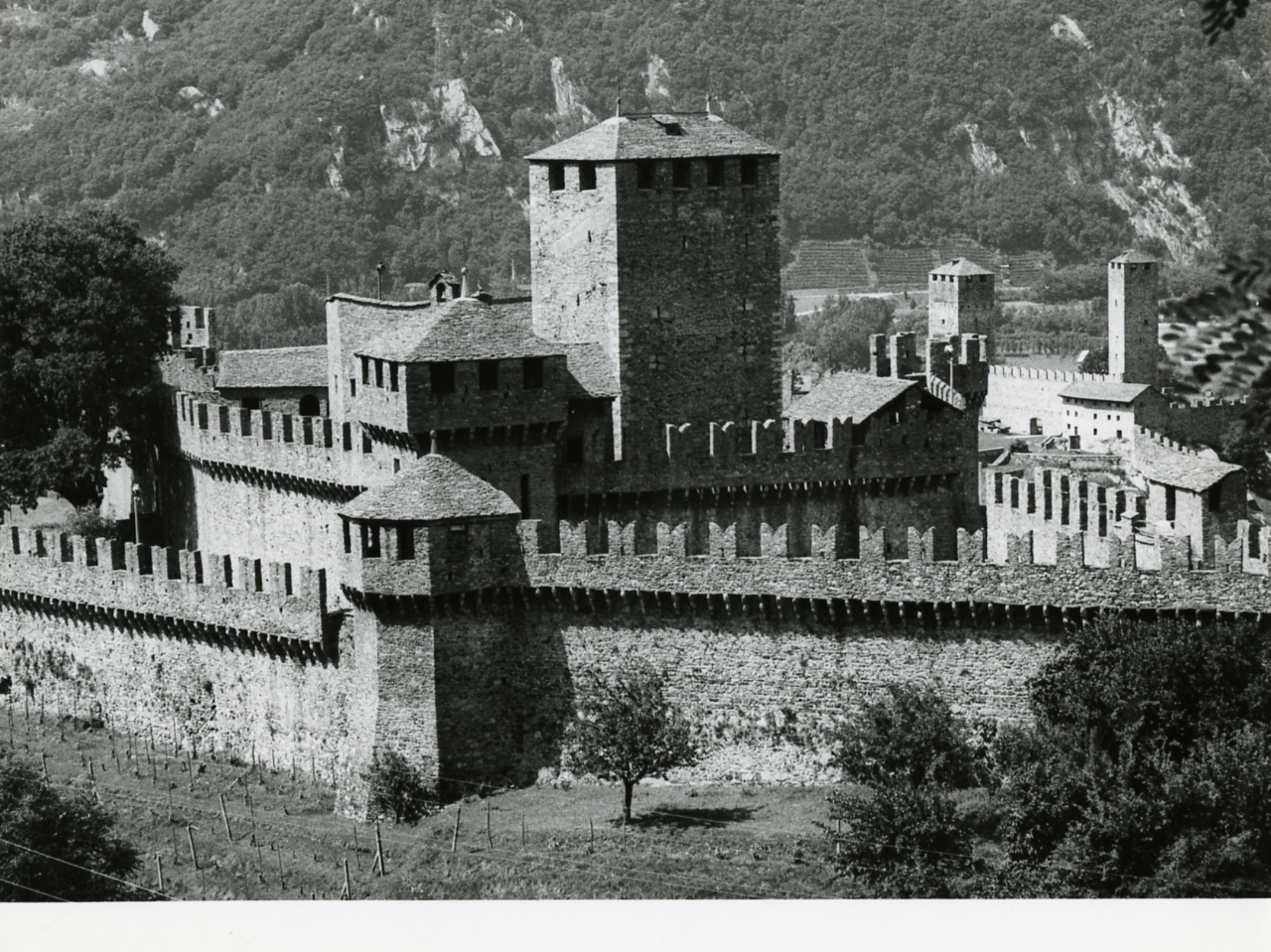
El Castillo de Montebello fotografiado por Paolo Monti

Con los de Castelgrande, Castillo de Sasso Corbaro y la muralla que rodea la ciudad, forma parte de un conjunto inscrito desde el año 2000 en el patrimonio mundial de la humanidad de la Unesco.
Se encuentra sobre un acantilado rocoso que sobrepasa a la ciudad.
Es el segundo castillo que se construyó en la ciudad, después del de Castelgrande. Fue levantado por los Rusca al final del siglo XIII. Estos debieron retirarse a Montebello, expulsados de Bellinzona por los milaneses. Montebello fue agrandado y reforzado por los milaneses en el siglo XV. Lo que es hoy la muralla del recinto actual.
La capilla de San Martín data del siglo XVII.
Hoy día es el Museo Cívico: secciones de arqueología y de historia que describen los orígenes de la ciudad.